# 復古神道

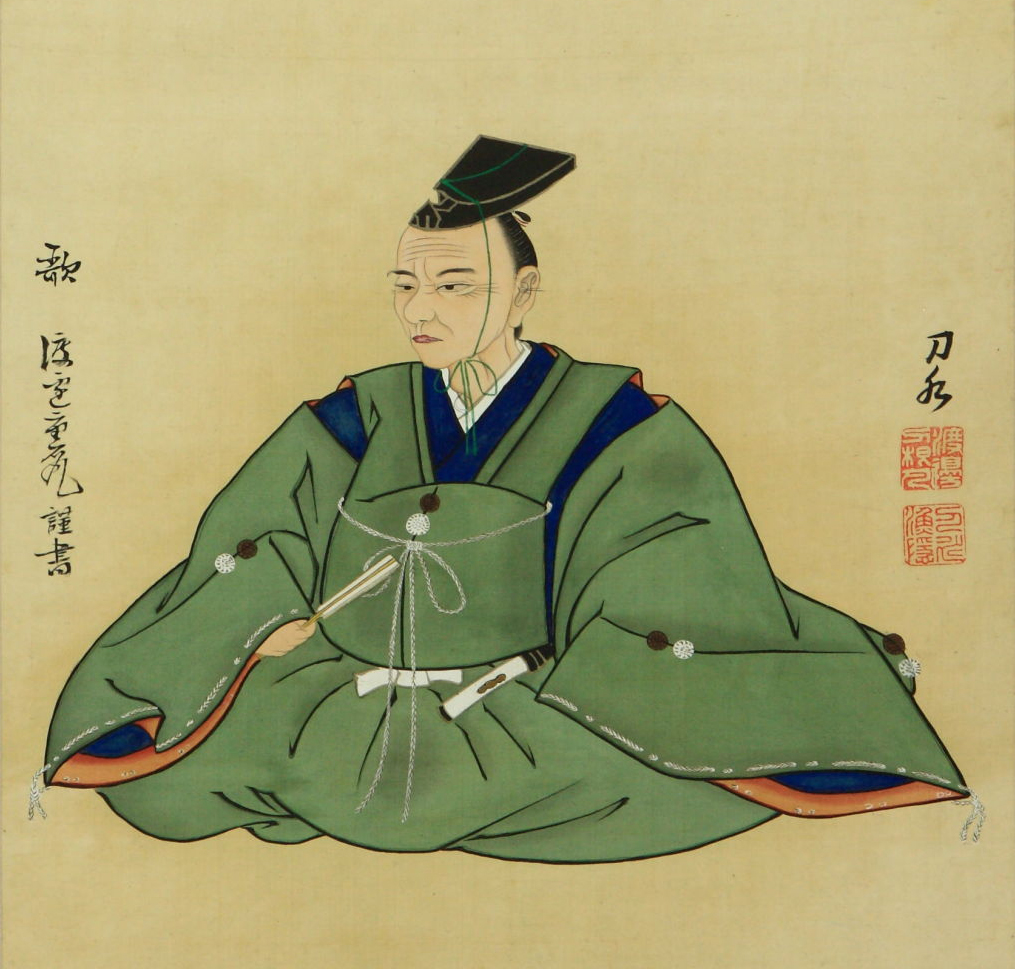
平田篤胤

復古神道（ふっこしんとう）は、江戸時代に国学者たちによって提唱された神道。「古神道」、「古道」、「皇学」、「本教」などともいう。天之御中主神を最高位の究極神とする。

## 概要
復古神道の教義は多種多様だが、概ね共通しているのは「儒教・仏教などの影響を受ける以前の日本民族固有の精神に立ち返ろう」という思想である。神々の意志をそのまま体現する「惟神（かんながら）の道」が重視された。
復古神道は、江戸時代初期に生まれた垂加神道と同じく、時代を大きく動かしていったが、国学者たちによって、より学問的な立場でつきつめられていった神道といえる。賀茂真淵や本居宣長らの国学者がまず古道説を唱えて体系づけ、平田篤胤や本田親徳らが、儒教や仏教を強く排斥して日本古来の純粋な信仰を尊ぶ「復古神道」を大成し、発展させていった。都市部の町人のみならず全国の農村の庄屋・地主層を通じて農民にも支持され、やがては幕末の志士たちにも大きな影響を与え、明治維新の尊王攘夷運動のイデオロギーに取り入れられることとなった。
復古神道では、多くの流派で「言霊」や「数霊」を使って『古事記』や『日本書紀』を読み解くことも行われた。十言の神咒（とごとのかじり）、三種の祓い（みくさのはらい）など多くの行法が取り入れられたり復興されたりした。禊行も重要視される。また傍流としてではあるが折符も発達した。現在、神社などで使われている行法も、実はこの復古神道の流れから発達したものが少なくない。
現時点で宗教団体として活動している流派の中には「我々は復古神道の流派ではあるが、平田派国学と何の接点もない」という趣旨を主張しているものがあるが、教義上そういう建前になっているにすぎず、歴史的には平田派国学の影響を免れるものではない。

## 歴史
6世紀の仏教伝来以来、日本では神道と仏教は、併存と対立を繰り返してきたが、大化の改新以後は平和的な併存に定まった。平安時代に天台・真言の二宗が確立すると、神仏は単なる併存でなく、混ざり合う神仏習合が始まった。神道は「古道」とも称され、仏教やキリスト教のように戒律や教義を説く教典がなく、素朴な精霊信仰の形態を維持し続けている数少ない宗教のひとつであり、「神道神学」が形成されにくいものであった。このため、神仏習合は、結果的にはその教理面では仏教理論によって古来の神々を説明するような事態になっていった（→寺社縁起譚、中世神話の成立）。
江戸時代に賀茂真淵は『国意考』などで古道の存在を訴え、その薫陶を得た本居宣長は大著『古事記伝』を完成し、その巻1にある「直毘霊（なおびのみたま）」で、記紀からみいだされた「神の道」を示して、日本固有の神道の復活を目指す復古神道の成立に大いなる貢献をなした。
平田篤胤は本居宣長の書に啓発され、古代史を明らかにし、皇道の正当性を天下に示すなど、復古神道の形成に大きな役割を果たした。また、幽冥界・霊魂など、霊界に関わる研究で著名な成果をあげ、法華宗や密教、キリスト教、道教などの他宗教を参照した「平田派国学」を大成させた。この平田派国学の流れから後に、本田親徳、川面凡児その他の、「古神道系」宗教家が多く誕生してくる。
その後、明治になると、明治政府に入った平田派国学者らは、神仏分離と神道国教化を推進した。また、同じ明治の本田親徳や、本田の弟子の長沢雄楯、またその系譜に連なる出口王仁三郎らは、人間の心は根源神の分霊である「直霊」（なおひ）が「荒魂」、「和魂」、「奇魂」、「幸魂」の4つの魂を統御するという日本古来の「一霊四魂」説を体系化した。